# Alberto Almanza
Alberto Almanza, né le 3 janvier 1940, à Chihuahua, au Mexique et mort le 27 janvier 2023, est un joueur de basket-ball mexicain.